# 奥井智之
奥井 智之（おくい ともゆき、1958年 - ）は、日本の社会学者、亜細亜大学経済学部教授。
奈良県生まれ。1981年、東京大学教養学部相関社会科学卒業。1988年、東京大学大学院社会学研究科社会学専攻単位取得満期退学。1990年、亜細亜大学経済学部助教授、のち教授。和敬塾出身。

## 著書
- 近代的世界の誕生 日本中世から現代へ 弘文堂 1988.8
- 60冊の書物による現代社会論 五つの思想の系譜 中公新書 1990.4
- 日本問題 「奇跡」から「脅威」へ 中公新書 1994.6
- アジールとしての東京 日常のなかの聖域 弘文堂 1996.2
- 大人になるためのステップ 少年社会学序説 弘文堂 2001.9
- 社会学 東京大学出版会 2004.7
  - 社会学 第2版 東京大学出版会 2014.3
- 社会学の歴史 東京大学出版会 2010.9
- プライドの社会学 自己をデザインする夢 筑摩書房 2013.4
- 恐怖と不安の社会学 弘文堂 2014.12
- 宗教社会学 神、それは社会である 東京大学出版会 2021.5

## 翻訳
- 社会学の考え方 日常生活の成り立ちを探る ジグムント・バウマン HBJ出版局 1993.10
  - 社会学の考え方 第2版 ジグムント・バウマン、ティム・メイ ちくま学芸文庫 2016.8
- 入門経済思想史 世俗の思想家たち ロバート・L. ハイルブローナー ちくま学芸文庫 2001.12 共訳
- コミュニティ 安全と自由の戦場 ジグムント・バウマン 筑摩書房 2008.1